# Franc de Paula Nunberger
Franc de Paula Nunberger, redovnik avstrijskega rodu, * 2. april 1743, Gradec, †  5. januar 1816, Dunaj.

## Življenje in delo
V jezuitski red je stopil leta 1759. Po reformah, ki jih je uvedel Jožef II. Habsburško-Lotarinški in razpustu samostanov je prišel v Ljubljano, kjer je eno leto poučeval v nižjih šolah. Ker ni prenašal ljubljanskega podnebja, je odšel najprej v Gradec, nato pa na Dunaj, kjer je postal svetni duhovnik in prefekt v Terezijanišču. Izdal je razne latinske ode in razpravo Ciceros oratorische Laufbahn; ein Auszug aus dem Buche Brutus, nebst einer Abh. von der Deklamation der Alten (Dunaj, 1778).